# Харченко, Иван Петрович (Герой Социалистического Труда)
Иван Петрович Харченко (10 марта 1904 — 6 мая 1979) — передовик советского сельского хозяйства, скотник мясного совхоза «Ремонтненский» Министерства совхозов СССР, Ремонтненский район Ростовской области, Герой Социалистического Труда (1949).

## Биография
Родился в 1904 году в селе Кормовое, ныне Ремонтненский район Ростовской области.
Одним из первых вступил в ряды колхозников, работал в колхозе до начала Великой Отечественной войны.
Участник Великой Отечественной войны.
После войны переехал в соседний совхоз №16 Ремонтненского района. Стал работать скотником. Принял на выращивание сотню бычков. Ферма располагалась в Бирючиной балке.
По итогам 1948 года он получил от 137 голов скота суточный привес в среднем по 1,062 килограмма. Это были рекордные показатели.
Указом Президиума Верховного Совета СССР от 22 октября 1949 года за достигнутые успехи в развитии животноводства Ивану Петровичу Харченко было присвоено звание Героя Социалистического Труда с вручением ордена Ленина и медали «Серп и Молот».
Продолжал работать в совхозе. В 1960-е годы вышел на заслуженный отдых.
Жил в посёлке Денисовский. Умер 6 мая 1979 года.

## Награды
За трудовые и боевые заслуги был удостоен:
- золотая звезда «Серп и Молот» (22.10.1949)
- орден Ленина (22.10.1949)
- другие медали.